# Museo nazionale del villaggio Dimitrie Gusti
Il museo nazionale del villaggio "Dimitrie Gusti" è il nome attribuito con la Decisione del Governo della Romania n. 742/2003, art. 18 lit. all'istituzione che portava il nome di museo del villaggio fondata dal folclorista e sociologo Dimitrie Gusti. Inaugurato nel 1936, è una delle maggiori attrazioni turistiche di Bucarest ed è situato sulle rive del lago Herăstrău nel Settore 1 della città.

## Storia

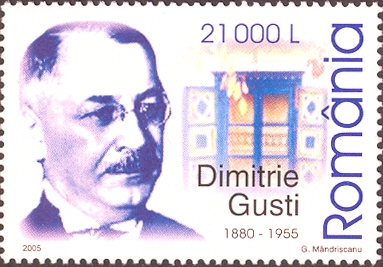
Francobollo che ritrae Dimitrie Gusti.

L'idea di creare un museo a cielo aperto In Romania risaliva alla seconda metà del XIX secolo. Nel 1867 lo scrittore Alexandru Odobescu propose la presentazione all'Esposizione universale di Parigi di esempi di architettura popolare, mentre nel 1909 su idea dell'etnografo Alexandru Tzigara-Samurcaș venne portata un esempio di casa "Ceauru" tipica del distretto di Gorj al Museo etnografico di Bucarest. Tutte queste iniziative portarono alla fondazione dei primi musei etnografici all'aperto del paese, ovvero quello di Cluj-Napoca di stampo regionale e il museo del villaggio "Dimitrie Gusti" a Bucarest, di stampo nazionale. 
Tra il 1925 e il 1935 il dipartimento di Sociologia dell'Università di Bucarest organizzò una serie di ricerche monografiche interdisciplinari in villaggi di diverse regioni del paese, concluse ogni volta con una mostra temporanea. Con l'avanzare delle ricerche, il sociologo Dimitrie Gusti si rese conto che le mostre temporanee erano improvvisate, proponendo quindi la fondazione di un museo apposito. 
Il sito scelto fu l'odierno parco Herăstrău e i lavori si tennero nel 1936. Le costruzioni, selezionate durante le ricerche secondo il criterio della rappresentatività, furono smantellate e portate a Bucarest in 56 vagoni ferroviari, dove vennero poi ricostruite da 130 artigiani.
Nel 1940 il comune di Bucarest decise di ospitare le famiglie di rifugiati provenienti dalla Bucovina e dalla Bessarabia in alcuni musei. Questa iniziativa ebbe un impatto negativo sul patrimonio museale, che era stato adibito per scopi diversi. La nomina a direttore del museo di Gheorghe Focșa nel 1948 segnò la definitiva trasformazione del complesso da museo sociologico a museo etnografico. Vennero condotte delle ricerche nelle più importanti aree etnografiche del paese, al fine di completare la mostra con monumenti rappresentativi, recuperare gli interni danneggiati e accrescere il patrimonio.
Nel 1978 il museo del villaggio si fuse con quello di arte popolare assumendo il titolo di "Museo del villaggio e dell'arte popolare della Repubblica Socialista Romena", operando in questa veste fino al marzo del 1990. Dopo la rivoluzione romena del 1989 il complesso venne ulteriormente ampliato e restaurato, tuttavia un incendio avvenuto nel 1997 distrusse 5 case su un totale di 42.
Nel 2016 il museo si è espanso in una nuova ala, su un'area di 3,5 ettari, vicino al Palazzo di Elisabetta, comprendente 30 nuovi monumenti che erano stati restaurati nei dieci anni precedenti. La nuova ala comprende varie strutture, tra cui una sala da ballo, case di artigiani, una capanna nella foresta nella Valea Doftanei, una casa ebraica di Maramureș e una casa sassone della zona di Sibiu.

## Descrizione
I monumenti, completamente originali, rispecchiano la tradizionale vita rumena.  Qui furono portati dai luoghi di origine costruzioni contadine. Gli interni sono stati ricostruiti e dotati di utensili autentici, specifici per ciascuna area etnografica ed epoca. Circa il 20% della superficie del museo ospita case, officine, chiese, mulini, installazioni tecniche, fontane e una baracca. Le case delle regioni collinari e montuose si differenziano da quelle della pianura per le fondamenta più alte. Gli edifici delle aree soggette a frequenti invasioni hanno le loro fondamenta fissate per metà nel terreno.
Il museo presenta anche delle case di minoranze etniche come quella della famiglia Szekler di Bancu (distretto di Harghita), quella della famiglia lipoviana di Jurilovca e la casa ebraica di Poienile Izei (Distretto di Maramureș).